# Wat Phra Sing
Wat Phra Singh ou Wat Phra Singh Woramahaviharn (thaï : วัดพระสิงห์วรมหาวิหาร) est un temple bouddhiste de Chiang Mai, dans le nord de la Thaïlande.
C'est un exemple d'architecture religieuse bouddhiste de style Lanna avec ses toits à plusieurs niveaux et ses dorures délicates. Il abrite la vénérée statue-image de Phra Phuttha Sihing.

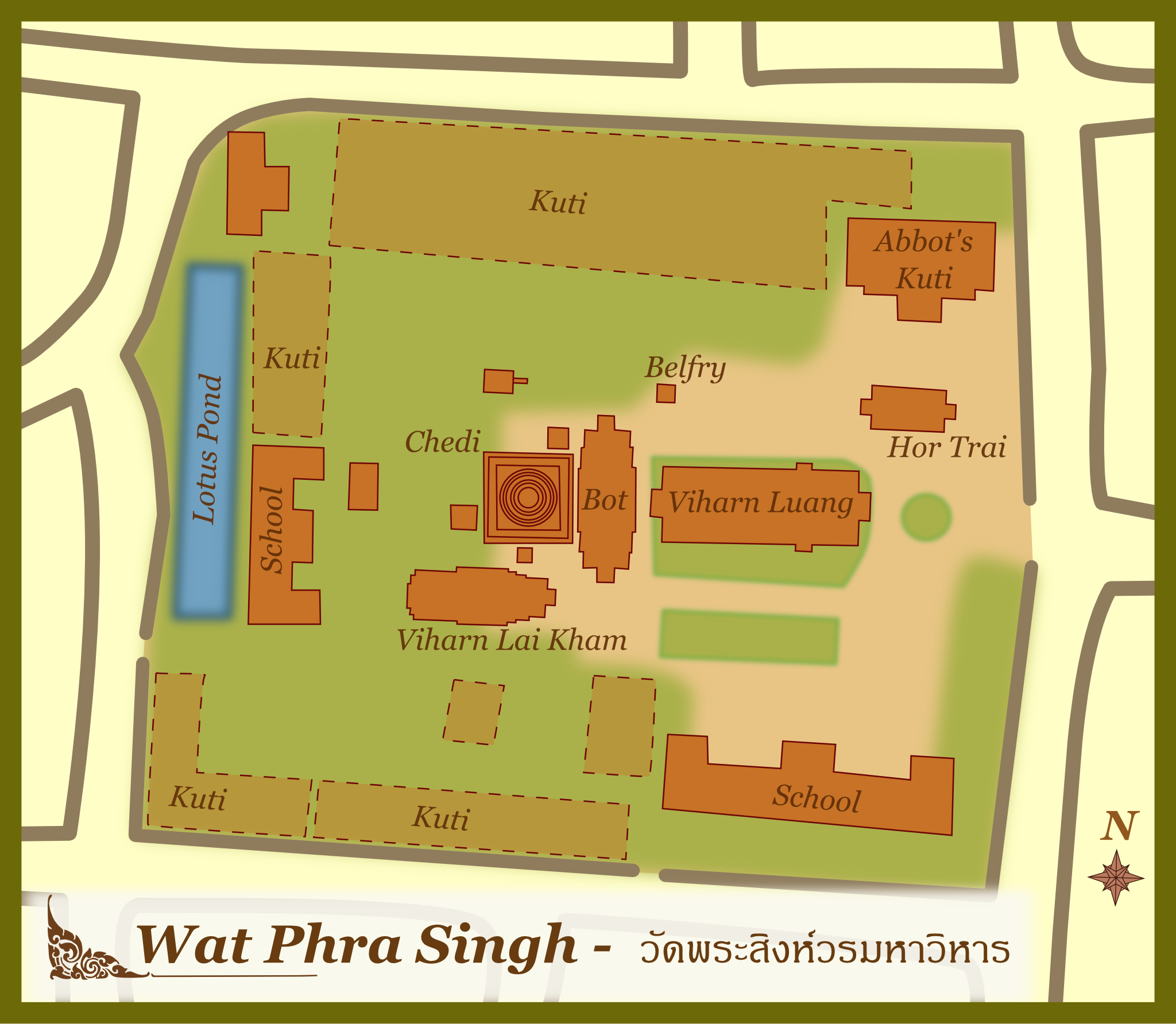
Plan simplifié de Wat Phra Singh
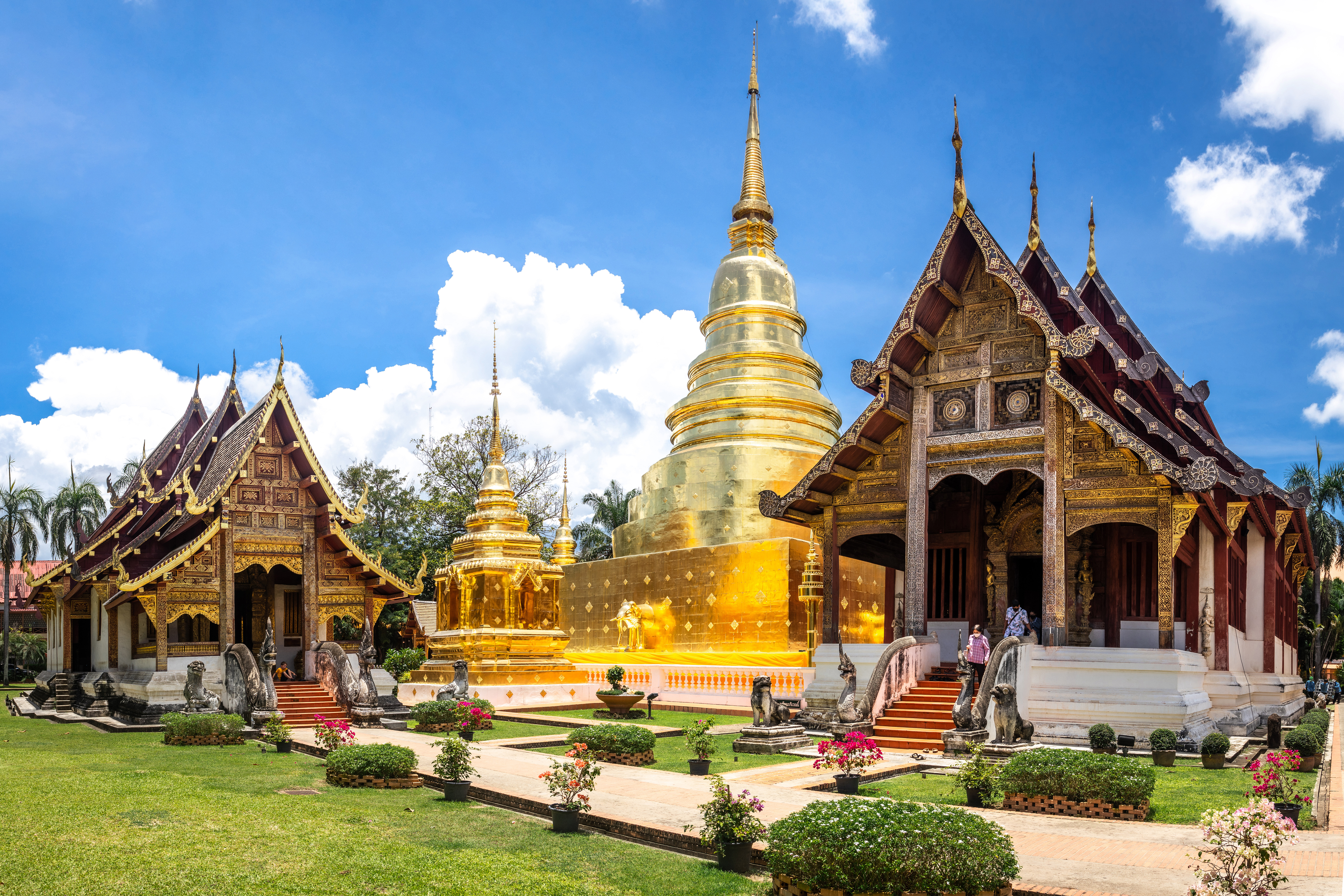
A gauche, Wihan Lai Kham ; au centre, cheddis secondaires et cheddi principal (stupas) ; à droite, ubosot (ou bot)
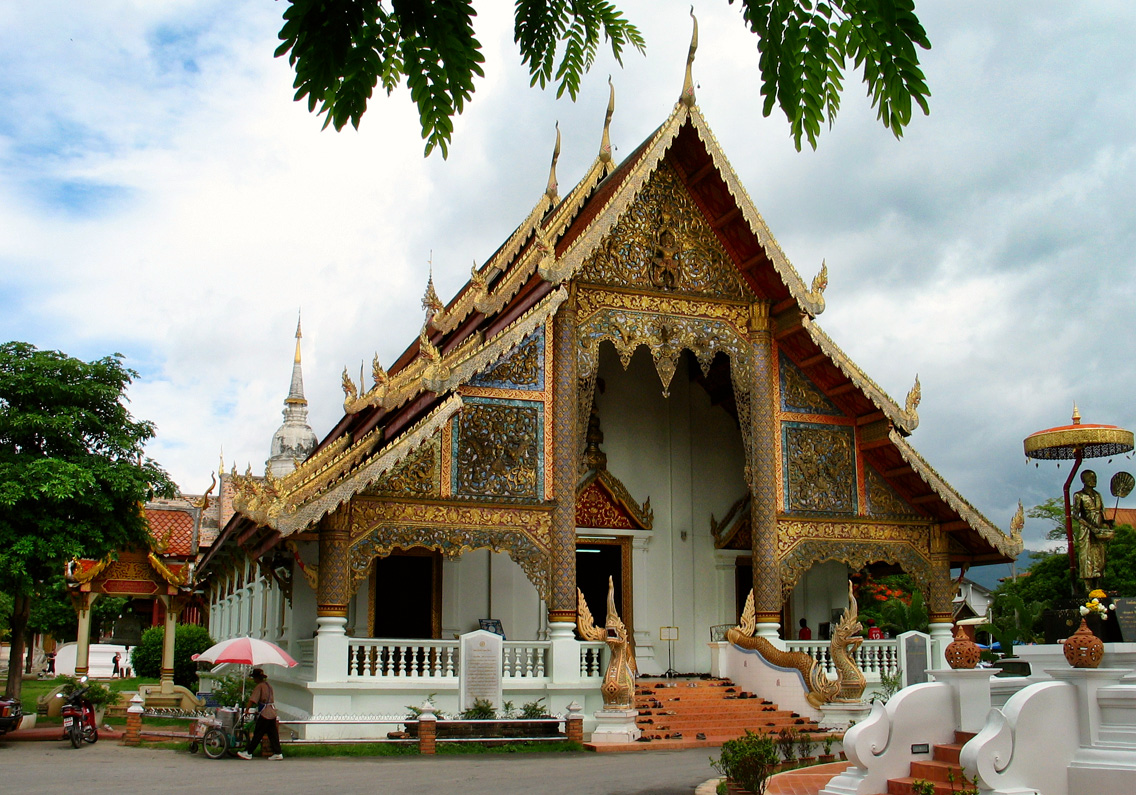
Wihan Luang, salle d'assemblée principale des croyants bouddhistes ouverte à tous, religieux et laïcs, hommes et femmes
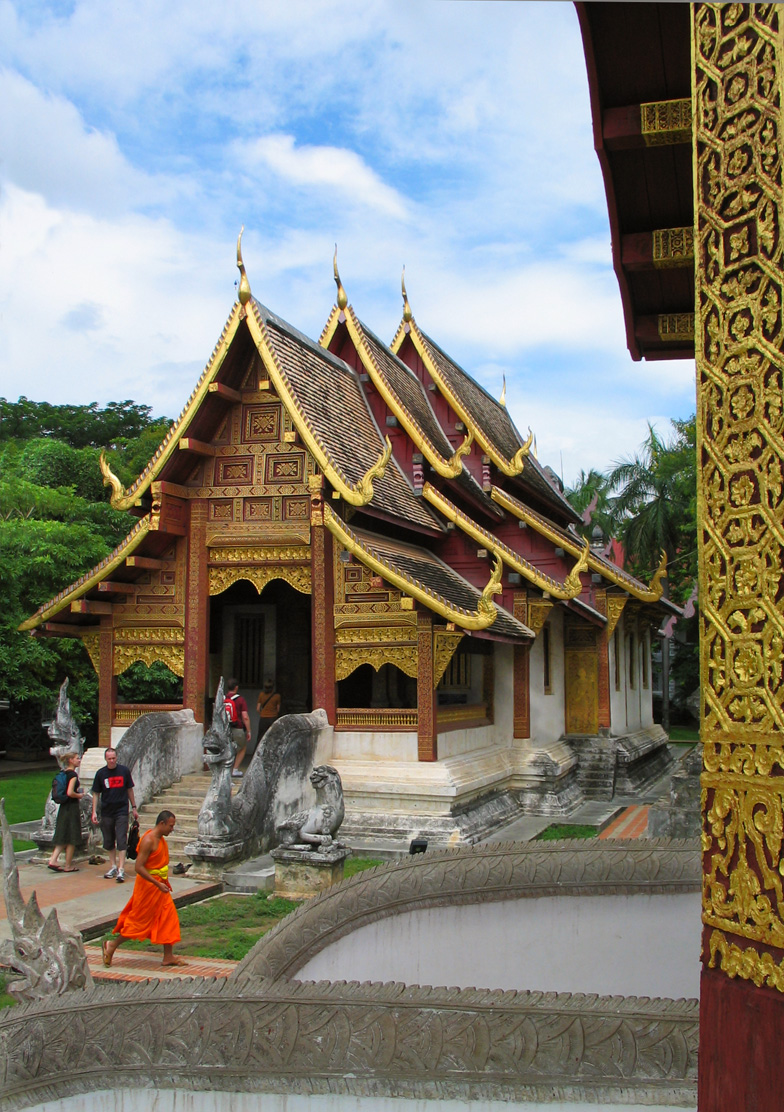
Wihan Lai Kham, salle d'assemblée
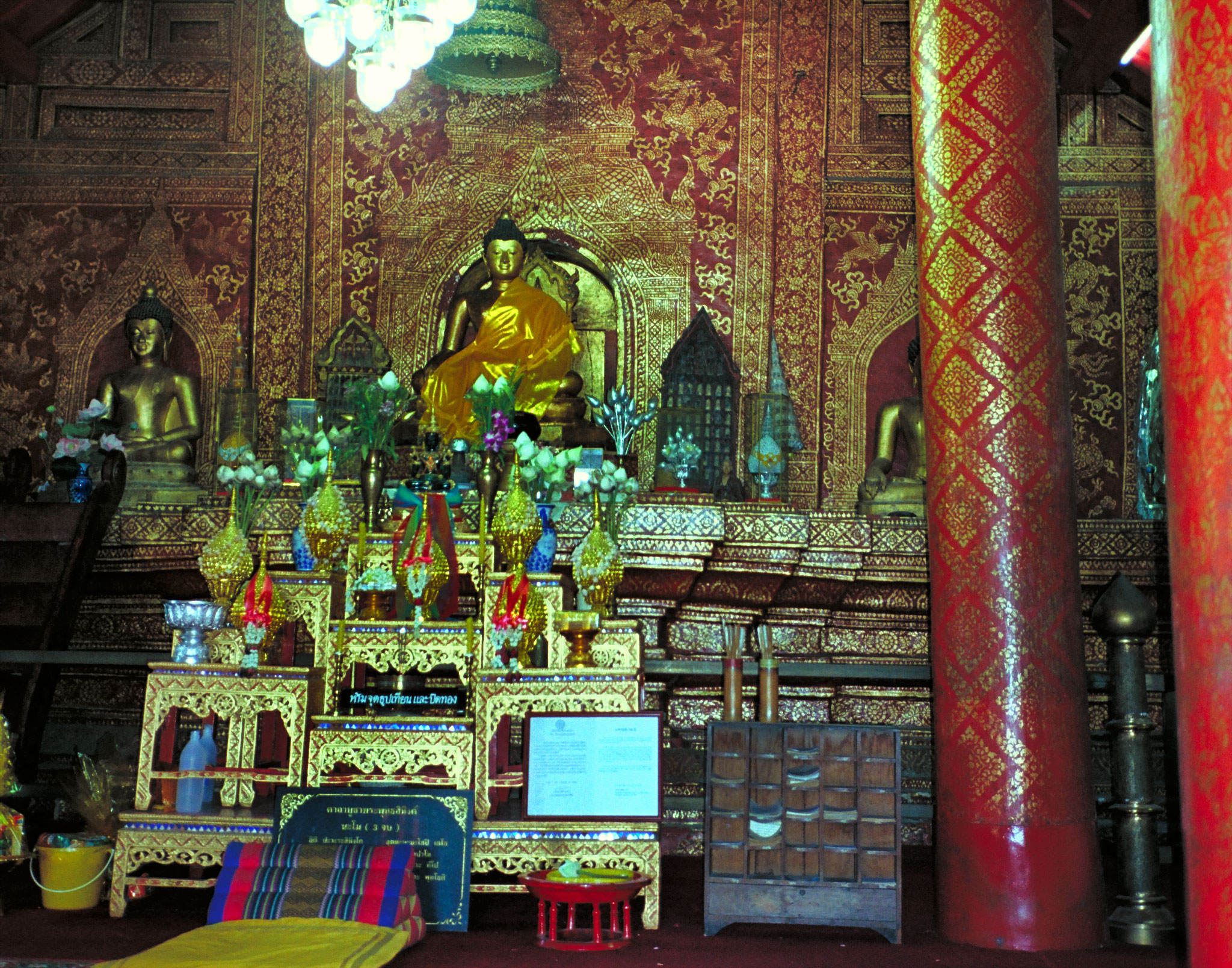
Statue sacrée de Phra Buddha Sihing à l'intérieur du Wihan Lai Kham
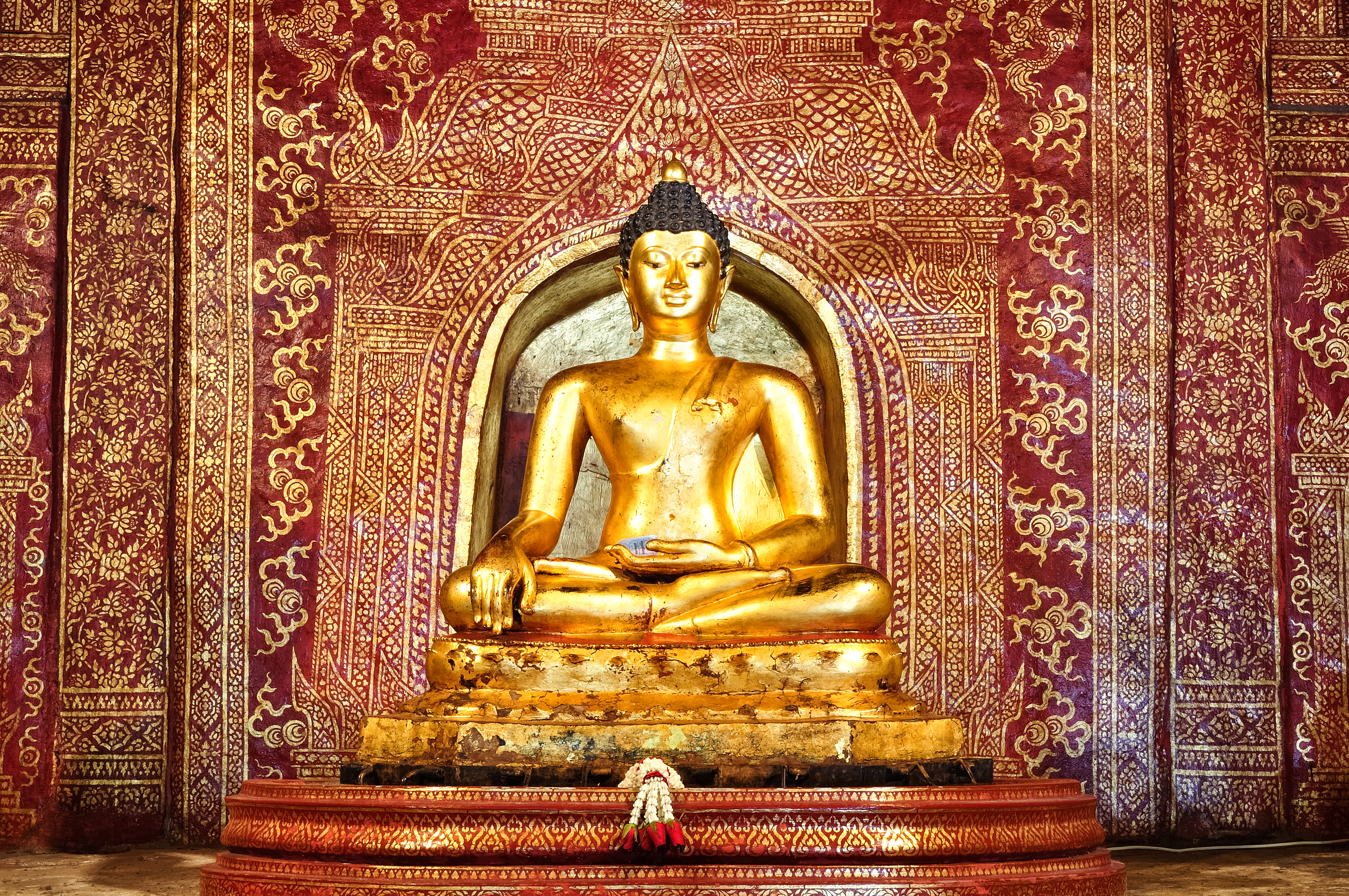
Statue sacrée de Phra Phuttha Sihing
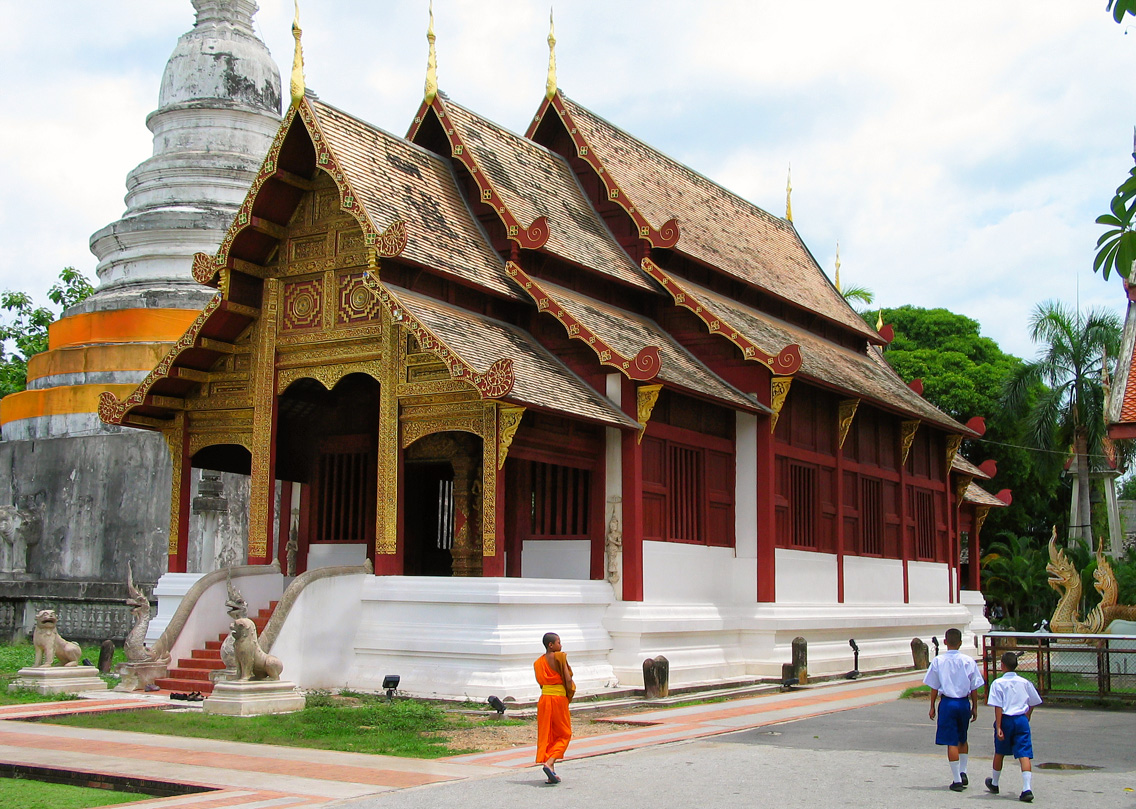
Ubosot (ou Bot) de Wat Phra Singh, salle d'assemblée réservée aux religieux, bonzes et novices

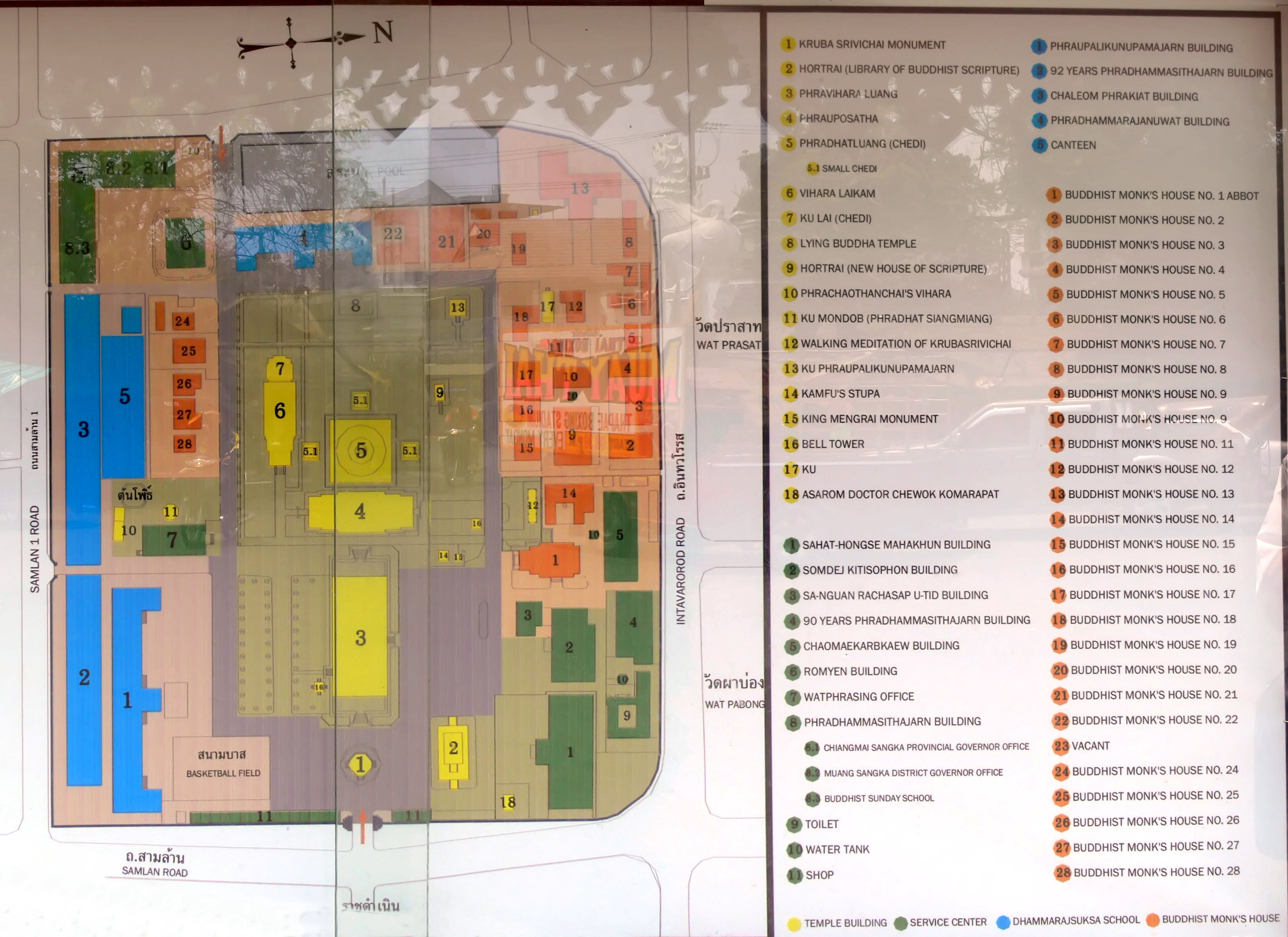
Plan détaillé du Wat Phra Singh